# ロバート・セグソ
ロバート・セグソ（Robert Seguso, 1963年5月1日 - ）は、アメリカ・ミネソタ州ミネアポリス出身の元男子プロテニス選手。主に1980年代後半にかけて、アメリカを代表するダブルスのスペシャリストとして活動し、とりわけ同じ年のケン・フラックとのコンビで多くの好成績を出した。1988年のソウル五輪でオリンピックのテニス競技が復活した時の、最初の男子ダブルス金メダル獲得もある。自己最高ランキングはシングルス22位、ダブルス1位。彼は1987年に、カナダの女子プロテニス選手であるカーリン・バセットと結婚した。

## 来歴
ロバート・セグソとケン・フラックは、南カリフォルニア大学在学中からダブルスのパートナーを組んでいた。2人は1983年からプロテニス選手となり、直ちにATPツアー大会で躍進を開始した。1984年5月のイタリアン・オープンでツアー初優勝を挙げ、この年に年間6勝を獲得する。1985年、2人は全米オープンを含む年間8勝を挙げ、ダブルス世界ランキング1位に到達した。全米ダブルス決勝で、セグソとフラックはフランスペアのヤニック・ノア＆アンリ・ルコント組を 6-7, 7-6, 7-6, 6-0 で破って初優勝した。1985年の8勝には、日本のセイコー・スーパー・テニス優勝もある。ダブルスで頂点に到達した年、セグソはウィンブルドンでシングルス4回戦に進み、ここで4大大会シングルスの自己最高成績を出した。
ところが、セグソは1986年夏に膝の手術を受け、8月中旬から同年末まで戦線離脱を余儀なくされた。1987年の全仏オープンには、パートナーのフラックが出場できず、セグソはスウェーデンのアンダース・ヤリードとペアを組み、このコンビで4大大会ダブルス2勝目を挙げた。全仏ダブルス決勝の相手は、地元フランスペアのヤニック・ノア＆ギー・フォルジェ組であった。続くウィンブルドンでセグソとフラックのペアは本格的に復活し、決勝でスペインペアのエミリオ・サンチェス＆セルヒオ・カサル組に 3-6, 6-7, 7-6, 6-1, 6-4 で競り勝ってウィンブルドン初優勝を決めた。全米オープン男子ダブルス決勝では、セグソ＆フラック組はスウェーデンペアのヤリード＆ステファン・エドベリ組に 6-7, 2-6, 6-4, 7-5, 6-7 で敗れ、セグソは4大大会男子ダブルス3連覇を逃した。全米オープン終了後、ロバート・セグソはカナダのカーリン・バセットと結婚した。
1988年、セグソとフラックはウィンブルドン男子ダブルス2連覇を達成し、ソウル五輪の男子ダブルス金メダルも獲得した。オリンピックテニス競技は、1926年に世界初のプロテニス選手が登場したことから、1928年アムステルダム五輪以後は公式種目から除外されてきたが、このソウル五輪でオリンピックにプロテニス選手の出場を認めることが決定した。オリンピックはアマチュアの祭典である、という基本理念を覆す決定がなされたため、当時は大きな波紋を呼んだ出来事だった。その記念すべき大会で、アメリカ代表選手のロバート・セグソとケン・フラックは、決勝でスペイン代表のエミリオ・サンチェス＆セルヒオ・カサル組を 6-3, 6-4, 6-7, 6-7, 9-7 の激戦の末に破り、オリンピックテニスにおける男子ダブルス「復活金メダル」の第1号ペアになった。
1989年、セグソとフラックはウィンブルドン男子ダブルス準決勝でアンダース・ヤリード＆ジョン・フィッツジェラルド（オーストラリア）組に 6-4, 2-6, 2-6, 3-6 で敗れ、ウィンブルドン3連覇を逃した。同年の全米オープン決勝でジョン・マッケンロー＆マーク・ウッドフォード（オーストラリア）組に 4-6, 6-4, 3-6, 3-6 で敗れた準優勝が、このコンビの最後の4大大会決勝戦になる。1991年8月のインディアナポリス大会が、セグソ＆フラック組の最後のツアー優勝になった。セグソは現役生活最後の5年間、1992年から1996年までは断続的にツアーへ出場した。
ロバート・セグソは1985年から1991年まで、7年間男子テニス国別対抗戦・デビスカップのアメリカ代表選手を務めた。団体戦でも、彼の出場試合はすべてケン・フラックとのダブルス戦で、通算成績は10勝2敗であった。

## 主なダブルス優勝
- 全仏オープン　男子ダブルス：1勝（1987年）
- ウィンブルドン選手権　男子ダブルス：2勝（1987年・1988年）
- 全米オープン　男子ダブルス：1勝（1985年）　［同部門準優勝：1987年・1989年］
- オリンピック　1988年ソウル五輪・男子ダブルス金メダル